# УНТ (телеканал)
УНТ (Українське Народне Телебачення) — закритий всеукраїнський  інформаційний телеканал. 

## Телевізійний канал «УНТ»
23 грудня 2009 року канал отримав ліцензію Національної ради на супутникове мовлення. 
1 липня 2010 року на супутнику Astra 4A, який раніше мав назву Sirius-4, розпочав тестове мовлення новий телеканал «Українське народне телебачення» (УНТ). У перші дні на каналі транслювалсия два демо-ролики, які інформували глядачів про запуск в ефір нового каналу. Повноцінне мовлення каналу відбулося 1 січня 2011 року. Восени 2011 року канал почав мовлення у кабельних мережах. 
«УНТ» був телеканалом інформаційного формату цілодобового мовлення. Він інформував телеглядачів про все, що могло бути для них цікавим і корисним. Новини і програми для ділових людей, ток-шоу і великі студійні програми, присвячені найактуальнішим проблемам сучасного життя України. Циклові передачі, присвячені сучасній науці та освіті, історії, культурі, спорту, дитячі програми. 

### Припинення мовлення
У 2012 році телеканал «УНТ» припинив мовлення.
Станом на листопад 2014 мовлення каналу на супутнику було відсутнім.
25 серпня 2016 року Національна рада України з питань телебачення і радіомовлення застосувала санкцію стягнення штрафу щодо «УНТ» за відсутність мовлення.
20 липня 2017 року Національна рада з питань телебачення і радіомовлення вирішила звернутися до суду щодо анулювання ліцензії супутникового телеканалу «УНТ» (ТОВ «Українське народне телебачення УНТ»), який тривалий час не мовить на супутнику.
12 липня 2018 року Національна рада з питань телебачення і радіомовлення вирішила оштрафувати «УНТ» на 3442 гривень за нездійснення мовлення та добивається анулювання його ліцензії.

## Логотипи
| Логотип | Опис |
| ------- | --- |
|         | Перший логотип. В ефірі використовувався з 1 липня до 31 грудня 2010 року під час тестового мовлення. Знаходився у правому верхньому куті. В заставках та ЗМІ використовувався увесь час. |
|         | Другий логотип. Використовувався в ефірі з 1 січня 2011 року. |

## Медіа-Холдинг «УНТ»
| Інформаційне агентство УНТ Українське народне телебачення |
| --------------------------------------------------------- |
| http://www.unt.ua                                         |

Інформаційне агентство УНТ — пресс-центр, багатофункціональний комплекс, що пропонує послуги в області інформаційних технологій. Інтернет-телеканал, мовлення якого складають інформаційні, розважальні та пізнавальні програми, наукові та документальні фільми. 
Медіа-холдинг було засновано 22 червня 2010 року. Його директором згідно ліцензії є Роман Фоменко, власником та засновником — Єлизавета Кульчицька. Юридична адреса: місто Київ, вулиця Володимирська, будинок 69, ТОВ «Медіа-Холдинг „УНТ“».
Згідно інформації на офіційному сайті, почав діяльність 9 травня 2013 року.

### Телеканали Медіа-Холдингу «УНТ»
- «УНТ Студент»
- «УНТ Медіа» об'єднує 380 ЗМІ: газет, журналів, періодики та інших друкованих видань
- «Піар УНТ» — проведення PR-кампаній
- «УНТ Інформ» — кабельний телеканал, який отримав ліцензію у 2020 році та почав мовлення у 2021[12]

### Підприємства Медіа-Холдингу «УНТ»
- «УНТ-Продакшн»
- «Рекламна компанія УНТ»
- «УНТ-models» — модельна аґенція
- «УНТ Креатив»
- Прес-центр «УНТ-Інформ»

### Володіння корпоративними правами
ТОВ «Медіа-Холднинг „УНТ“» володіє корпоративними правами на 6 компаній:
- ТОВ «ПІАР» 100%
- ТОВ «КОРПОРАЦІЯ АЛЬЯНС» 100%
- ТОВ «ПРАВОВА КОРПОРАЦІЯ НОВА УКРАЇНА» 100%
- ТОВ «ВПЮ» 100%
- ТОВ «СТУДЕНТ УНТ» 98%
- ТОВ «ПІАР» 96%
- ТОВ «МЕДІА УНТ» 95%